# 加藤未渚実
加藤 未渚実（かとう みなみ、1992年12月20日 - ）は、愛知県瀬戸市出身のフットサル選手。日本フットサルリーグ（Fリーグ）のシュライカー大阪所属。ポジションはアラ。2016年からフットサル日本代表。
愛知教育大学体育科（体育心理学）卒業。キレのあるドリブルが持ち味であり、パスワークとディフェンスを持ち味とする大阪には珍しいタイプの選手である。

## 経歴

### クラブ

#### ユース時代
小学生の時に地元のカワムラFCに入団し、サッカーとフットサルを同時に取り組んだ。小学校時代には2年生から八木聖人と同じサッカークラブでプレーしていた。両者が通っていたのは「隣の小学校」だったという。
中学年代では八木がフットサル、加藤がサッカーと道が分かれたが、高校年代では再び八木とともにプレーしている。高校時代は愛知県立旭野高等学校サッカー部に所属しながら、同時に名古屋オーシャンズ U-18では背番号10番をつけてプレー。名古屋オーシャンズ U-18ではフィクソでボールを回す役割を担っていた。

#### ロボガト時代
高校卒業後には愛知教育大学体育科に入学。2011年には東海フットサルリーグのロボガトに入団して3年半プレー。ロボガトではフィクソからアラに転向し、ドリブルでの仕掛けを行うようになった。2012-13シーズンには東海フットサルリーグで初優勝を果たし、2013年のFUTSAL地域チャンピオンズリーグではアシストや得点を挙げている。ロボガトは2014-15シーズン途中での退団となった。

#### シュライカー大阪時代
2014年9月にFリーグのシュライカー大阪に移籍。2014-15シーズンのプレーオフ2ndラウンド・バルドラール浦安戦では、1-1で迎えた残り13秒で佐藤亮の決勝点をアシスト。日本代表のミゲル・ロドリゴ監督は、この試合で印象に残った選手として加藤の名前を挙げた。2015年には愛知教育大学を卒業している。
2020年度には瀬戸市スポーツ功労賞を受賞した。

### 日本代表
2016年4月には木暮賢一郎暫定代表監督の下で初めてフットサル日本代表に選出され、地元愛知県のウィングアリーナ刈谷で開催された国際親善試合（ベトナム代表、ウズベキスタン代表）に出場した。初戦のベトナム戦では佐藤亮にラストパスを送って4点目をアシストした。5点目は加藤のシュートのこぼれ球を安藤良平が押し込んだものだった。
2016年10月にブルーノ・ガルシアが日本代表新監督に就任すると、新体制初の代表候補トレーニングキャンプに選出された。

## 所属クラブ
- カワムラFC[2]
- 愛知県立旭野高校サッカー部
  - 名古屋オーシャンズ U-18[2]
- 2011年-2014年9月 ROBOGATO（東海リーグ）[2]
- 2014年9月- シュライカー大阪（Fリーグ）

## タイトル
クラブ
- 東海フットサルリーグ : 2012-13
- Fリーグ : 2016-17
- 全日本フットサル選手権大会 : 2017

個人
- Fリーグベスト5 : 2016-17、2018-19

## 個人成績
| 国内大会個人成績 | 国内大会個人成績 | 国内大会個人成績 | 国内大会個人成績 | 国内大会個人成績             | 国内大会個人成績           | 国内大会個人成績 | 国内大会個人成績 | 国内大会個人成績 | 国内大会個人成績 | 国内大会個人成績 | 国内大会個人成績 |
| 年度             | クラブ           | 背番号           | リーグ           | リーグ戦                     | リーグ戦                   | リーグ杯         | リーグ杯         | オープン杯       | オープン杯       | 期間通算         | 期間通算         |
| 年度             | クラブ           | 背番号           | リーグ           | 出場                         | 得点                       | 出場             | 得点             | 出場             | 得点             | 出場             | 得点             |
| 日本             | 日本             | 日本             | 日本             | リーグ戦                     | リーグ戦                   | オーシャン杯     | オーシャン杯     | 全日本選手権     | 全日本選手権     | 期間通算         | 期間通算         |
| ---------------- | ---------------- | ---------------- | ---------------- | ---------------------------- | -------------------------- | ---------------- | ---------------- | ---------------- | ---------------- | ---------------- | ---------------- |
| 2014-15          | 大阪             | 26               | Fリーグ          |                              |                            |                  |                  |                  |                  |                  |                  |
| 2015-16          | 大阪             | 26               | Fリーグ          |                              |                            |                  |                  |                  |                  |                  |                  |
| 2016-17          | 大阪             | 26               | Fリーグ          |                              |                            |                  |                  |                  |                  |                  |                  |
| 通算             | 日本             | 日本             | Fリーグ          | 74                           | 29\|\|\|\|\|\|\|\|\|\|\|\| |                  |                  |                  |                  |                  |                  |
| 通算             | 日本             | 日本             |                  | \|\|\|\|\|\|\|\|\|\|\|\|\|\| |                            |                  |                  |                  |                  |                  |                  |
| 総通算           | 総通算           | 総通算           | 総通算           | \|\|\|\|\|\|\|\|\|\|\|\|\|\| |                            |                  |                  |                  |                  |                  |                  |